# Социалдемократическа партия на Хърватия
Социалдемократическата партия на Хърватия е хърватска политическа партия от лявото политическо пространство, наследник на Комунистическата партия на Хърватия. Централата на партията се намира в столицата Загреб.
След падането на комунистическия режим през 1990 година партията е водещата опозиционна сила. През 2000-2003 година оглавява коалиция с други по-малки лявоцентристки партии. На изборите през 2011 година Социалдемократическата партия на Хърватия се явява като част от Коалиция „Кукуригу“, която печели 40% от гласовете и партията получава 61 места в парламента. През 2015 година отново оглавява лявоцентристка коалиция, която остава втора с 33% от гласовете и партията получава 42 от 151 места в парламента. През 2016 година коалицията получава 34% от гласовете, а партията 38 депутатски места.

## История
- 1937 г.: Основана е Комунистическата партия на Хърватия.
- 1952 г.: Партията е преименувана на Съюз на комунистите на Хърватия.
- 1990 г.: Партията е преименувана на Съюз на комунистите на Хърватия – Партия на демократическите промени.
- 1992 г.: Партията е преименувана на Социалдемократическа партия на Хърватия – Партия на демократическите промени.
- 1993 г.: Партията получава сегашното си наименование – Социалдемократическа партия на Хърватия.